# Carangas (Oruro)
Carangas ist eine Ortschaft im Departamento Oruro im Hochland des südamerikanischen Anden-Staates Bolivien.

## Lage im Nahraum
Carangas ist zentraler Ort des Municipios Carangas in der Provinz Puerto de Mejillones. Die Ortschaft liegt auf einer Höhe von 3876 m am Río Kholana, einem Nebenfluss des Río Sabaya, der zum Salzsee Salar de Coipasa hin entwässert.

## Geographie
Das Klima in der Region ist semiarid, der Jahresniederschlag liegt bei nur 200 mm (siehe Klimadiagramm Sabaya). Von April bis November herrscht Trockenzeit mit Monatswerten von weniger als 10 mm Niederschlag, die Feuchtezeit im Sommer ist kurz und der Regen wenig ergiebig. Die Jahresdurchschnittstemperatur liegt bei knapp 7 °C ohne wesentliche Schwankungen im Jahresverlauf, aber mit starken Tagesschwankungen der Temperatur und häufigem Frostwechsel.
Die Vegetation in der Region entspricht der semiariden Puna. Sie ist baumlos und setzt sich vor allem aus Dornsträuchern, Gräsern, Sukkulenten und Polsterpflanzen zusammen. Sie wird wirtschaftlich als Lama-, Alpaka- und Schafweide genutzt.

## Verkehrsnetz
Carangas liegt in einer Entfernung von 230 Straßenkilometern südwestlich von Oruro, der Hauptstadt des gleichnamigen Departamentos.
Von Oruro aus führt die Nationalstraße Ruta 12 über 189 Kilometer in südwestlicher Richtung über Ancaravi und Huachacalla bis Sabaya und weiter nach Pisiga an der chilenischen Grenze. In Sabaya zweigt eine unbefestigte Landstraße nach Westen ab und führt weitere 41 Kilometer entlang des Río Sabaya über La Rivera nach Carangas.

## Bevölkerung
Die Einwohnerzahl der Ortschaft hat sich in dem Jahrzehnt zwischen den Volkszählungen 1992 und 2001 deutlich verringert:
| Jahr | Einwohner | Quelle       |
| ---- | --------- | ------------ |
| 1992 | 65        | Volkszählung |
| 2001 | 47        | Volkszählung |
| 2012 | 34        | Volkszählung |
| 2024 |           | Volkszählung |

Die Region weist einen deutlichen Anteil an Aymara-Bevölkerung auf, im Municipio Carangas sprechen 29,7 Prozent der Bevölkerung Aymara.